# 藤代駅

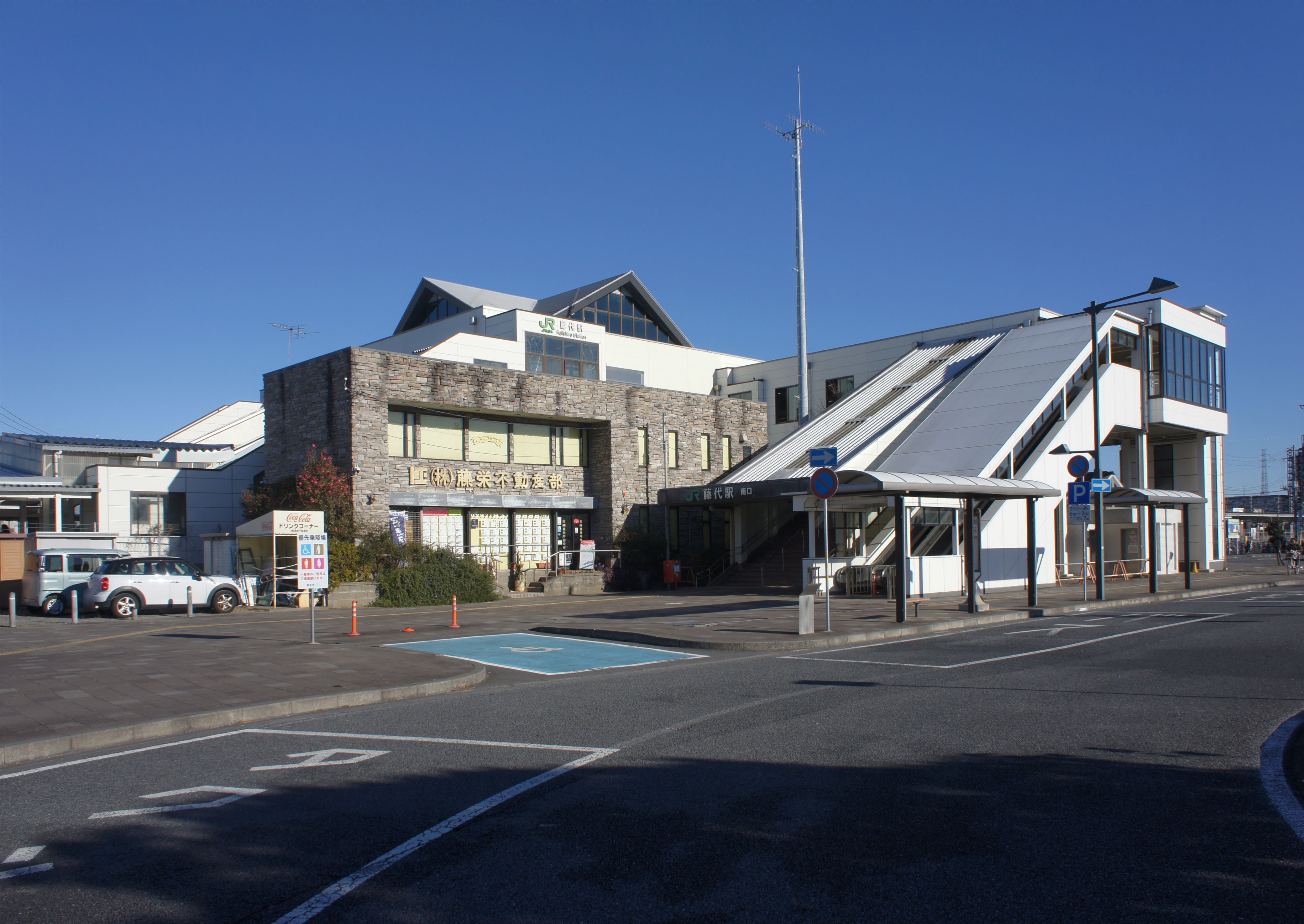
南口（2021年12月）

藤代駅（ふじしろえき）は、茨城県取手市宮和田にある、東日本旅客鉄道（JR東日本）常磐線の駅である。
当駅は取手市北部に位置し、旧藤代町の中心駅であり、当駅より新地駅までが水戸支社管内になる（後述）。

## 歴史
- 1896年（明治29年）12月25日：日本鉄道の駅として開業[2]。
- 1906年（明治39年）11月1日：日本鉄道が国有化され、官設鉄道の所属となる[2]。
- 1909年（明治42年）10月12日：線路名称制定により常磐線の所属となる。
- 1949年（昭和24年）6月1日：日本国有鉄道が発足。
- 1960年（昭和35年）11月23日：駅舎改築。土浦以南で最後の木造駅舎であった。
- 1971年（昭和46年）10月1日：貨物扱い廃止[2]。
- 1984年（昭和59年）2月1日：荷物扱い廃止[2]。
- 1987年（昭和62年）
  - 3月2日：現在の橋上駅舎に改築。南口を新設し、改札前の南北自由通路は町道として整備された。
  - 4月1日：国鉄分割民営化に伴い、東日本旅客鉄道（JR東日本）の駅となる[2]。
- 1995年（平成7年）3月4日：自動改札機を設置し、供用開始[3]。
- 2001年（平成13年）11月18日：ICカード「Suica」供用開始。
- 2015年（平成27年）3月14日：ダイヤ改正に伴い、特急列車は全通過となる。
- 2019年（平成31年・令和元年）
  - 4月14日：みどりの窓口の営業を終了[4][5]。
  - 7月1日：業務委託化。

## 駅構造
相対式ホーム2面2線を有する地上駅で、橋上駅舎を持つ。JR東日本ステーションサービスが受託する業務委託駅で、龍ケ崎市駅が当駅を管理している。指定席券売機・Suica対応自動改札機設置駅。改札口・ホームにLED式発車標が設置されている。当駅以北は水戸支社の管轄となる。
常磐線の東京郊外区間（日暮里 - 土浦間）では最後まで木造駅舎が残っていた駅であった。その当時は現在の北口側に駅舎があり、南口側に出入口がなかった。橋上駅舎への改築に伴い、南口が設置された。
1番線と2番線の間にホームのない待避線（中線）があり、貨物列車の待避や、隣の龍ケ崎市駅を始終着とする臨時・団体専用列車の折り返しに使われる場合がある。

### のりば
| 番線 | 路線             | 方向 | 行先                       |
| ---- | ---------------- | ---- | -------------------------- |
| 1    | ■ 常磐線         | 下り | 土浦・水戸・勝田・高萩方面 |
| 2    | ■ 常磐線         | 上り | 松戸・上野・東京・品川方面 |
| 2    | ■ 上野東京ライン | 上り | 松戸・上野・東京・品川方面 |

（出典：JR東日本:駅構内図）

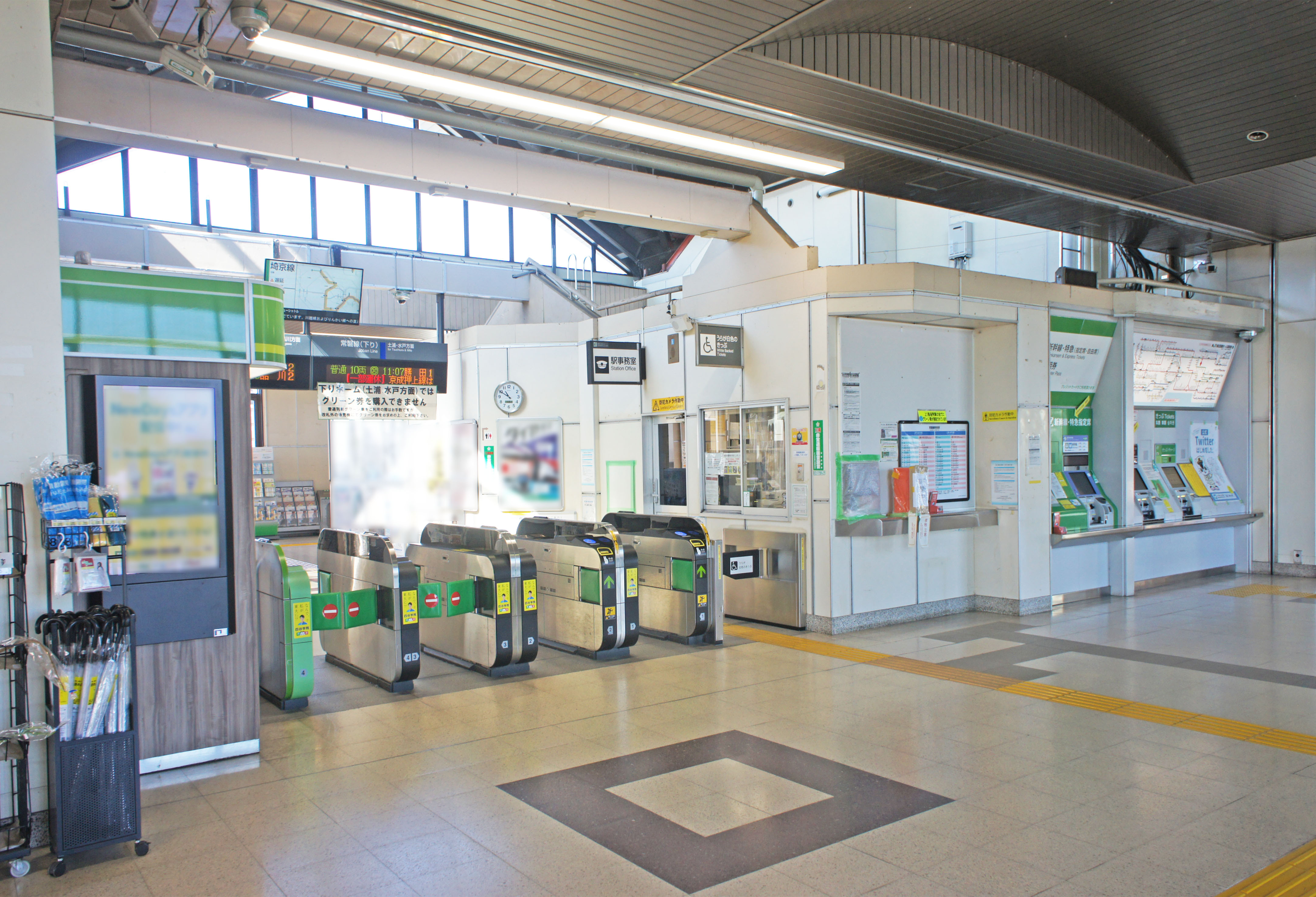
改札口（2022年2月）
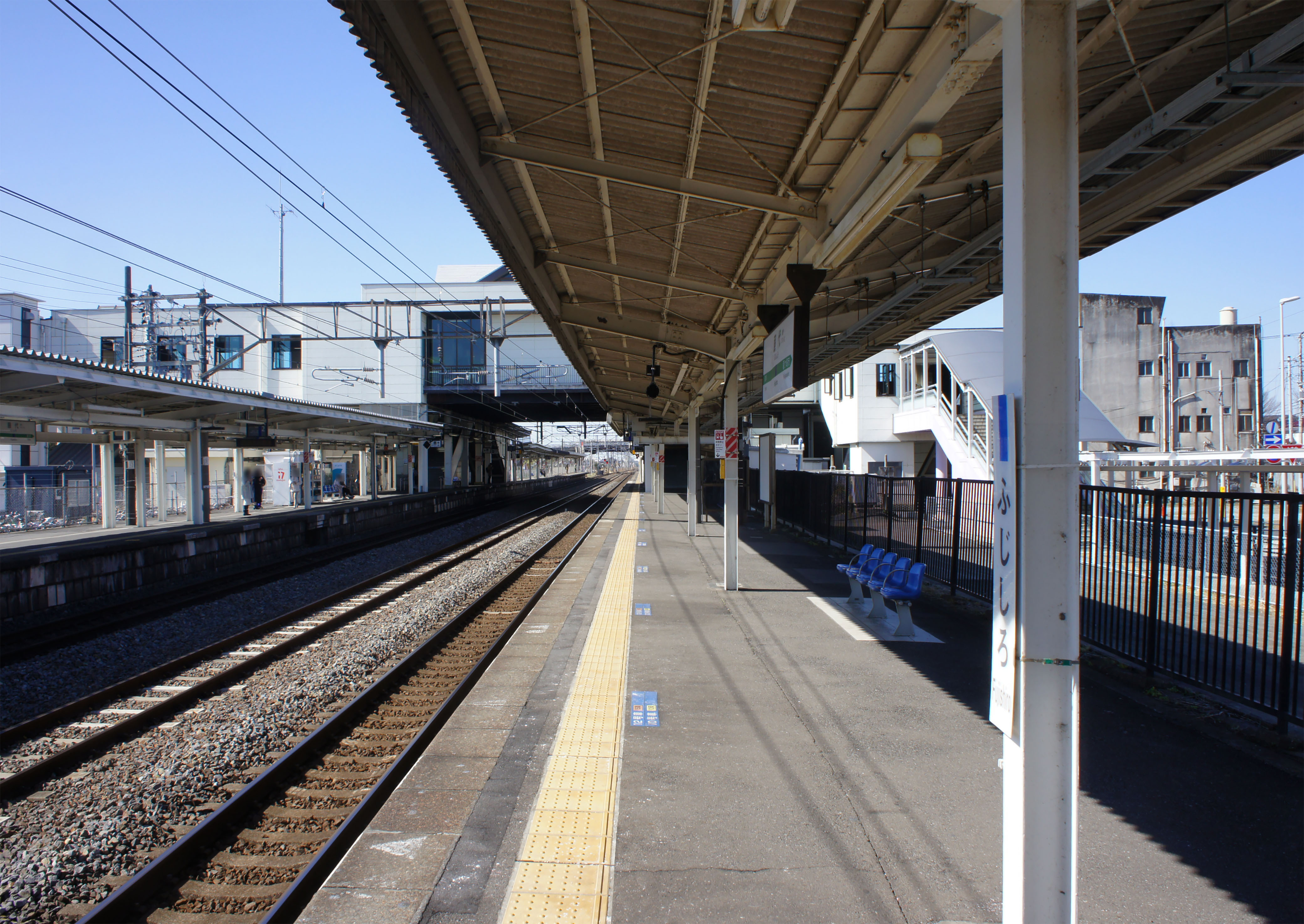
ホーム（2022年2月）

### 駅構内
バリアフリー対応のため、コンコースとホームを連絡するエスカレータ・エレベーターが設置された。
北口・南口にエスカレータ・エレベーターが設置され、2008年（平成20年）3月29日11時から使用を開始した。
コンコースにはコンビニエンスストア型売店「NewDays」が設置されている。

## 利用状況
JR東日本によると、2023年度（令和5年度）の1日平均乗車人員は5,276人である。
2000年度（平成12年度）以降の推移は以下のとおりである。
| 乗車人員推移       | 乗車人員推移     | 乗車人員推移    |
| 年度               | 1日平均 乗車人員 | 出典            |
| ------------------ | ---------------- | --------------- |
| 2000年（平成12年） | 8,513            | [ 利用客数 2 ]  |
| 2001年（平成13年） | 8,309            | [ 利用客数 3 ]  |
| 2002年（平成14年） | 8,038            | [ 利用客数 4 ]  |
| 2003年（平成15年） | 7,868            | [ 利用客数 5 ]  |
| 2004年（平成16年） | 7,858            | [ 利用客数 6 ]  |
| 2005年（平成17年） | 7,844            | [ 利用客数 7 ]  |
| 2006年（平成18年） | 7,851            | [ 利用客数 8 ]  |
| 2007年（平成19年） | 7,863            | [ 利用客数 9 ]  |
| 2008年（平成20年） | 7,866            | [ 利用客数 10 ] |
| 2009年（平成21年） | 7,620            | [ 利用客数 11 ] |
| 2010年（平成22年） | 7,363            | [ 利用客数 12 ] |
| 2011年（平成23年） | 7,095            | [ 利用客数 13 ] |
| 2012年（平成24年） | 6,984            | [ 利用客数 14 ] |
| 2013年（平成25年） | 6,801            | [ 利用客数 15 ] |
| 2014年（平成26年） | 6,520            | [ 利用客数 16 ] |
| 2015年（平成27年） | 6,552            | [ 利用客数 17 ] |
| 2016年（平成28年） | 6,510            | [ 利用客数 18 ] |
| 2017年（平成29年） | 6,478            | [ 利用客数 19 ] |
| 2018年（平成30年） | 6,383            | [ 利用客数 20 ] |
| 2019年（令和元年） | 6,123            | [ 利用客数 21 ] |
| 2020年（令和02年） | 4,544            | [ 利用客数 22 ] |
| 2021年（令和03年） | 4,672            | [ 利用客数 23 ] |
| 2022年（令和04年） | 5,027            | [ 利用客数 24 ] |
| 2023年（令和05年） | 5,276            | [ 利用客数 1 ]  |

## 駅周辺
駅北口を出て北方向へ進む道が旧・藤代町の中心市街地であり、北へおよそ100m先の丁字路西方面は、片町を経て茨城県道208号長沖藤代線片町交差点を超えて相馬神社付近まで、小さな店が集まった旧来の商店街が続く。ほぼ旧・水戸街道藤代宿と重なる。丁字路を東へ進む道は旧宮和田宿へ続く道で、こちらにも呉服店、写真館といった昔ながらの小さな商店が点在する。北側は小貝川に近いため、地理的にも古くからの市街地の基盤が保たれており、その外周部にマンションなどが存在する。旧・藤代町によって再開発が計画されたものの地権者の反対で頓挫し、狭隘な駅前のままとなっている。
2018年（平成30年）11月28日、JR東日本水戸支社から、藤代駅周辺の待機児童解消に向けて、水戸支社初の子育て支援施設として、2019年（平成31年）4月1日に常磐線藤代駅北口に認可保育園「藤代駅前ナーサリースクール」を開園した。
一方駅南側は、水田が広がる中に部分的に開発された宅地があるだけであったが、南口が開設され、旧・藤代町による大規模開発が行われたことによって住宅や大型店舗が並ぶようになった。取手市と合併してからも開発が進んでいる。

### 北口
- 取手市役所藤代庁舎（旧・藤代町役場）
- 取手市立ふじしろ図書館
- 取手市ボランティア市民活動センター
- 商店街（片町）
  - 常陽銀行藤代支店
  - 筑波銀行藤代支店
  - 水戸信用金庫藤代支店
- 茨城県信用組合藤代支店
- 国道6号藤代バイパス
- 茨城県道208号長沖藤代線
- 茨城県道270号藤代停車場線
- 藤代バス停留所（取手駅 - 関鉄竜ヶ崎駅線、関東鉄道竜ヶ崎営業所） - 茨城県道208号長沖藤代線（旧国道6号）上。片町交差点付近。
- 藤代郵便局
- 藤代宮和田郵便局
- カスミ藤代店
- 相馬神社
- 高蔵寺

### 南口
- 水戸地方法務局取手出張所 - 徒歩約13分。宮和田新田バス停下車
- ヤオコー藤代店（※下記3店舗がテナントとして入居）
  - マツモトキヨシ藤代店
  - しまむら藤代店
  - ダイソーヤオコー藤代町店
- タイヨー 藤代店

## バス路線
停留所名は、北口が「藤代駅」または「藤代駅北口」、南口が「藤代駅南口」である。つくば市方面への路線バスや、取手市のコミュニティバス「ことバス」などが発着する。茨城県道208号にある「藤代」停留所には「取手駅東口 - 関鉄竜ヶ崎駅」（関東鉄道竜ヶ崎営業所）などが経由する。
- 北口
  - 関東鉄道つくば中央営業所
    - 自由ヶ丘団地（平日のみ）
    - みどりの駅（平日朝一便のみ運行）
    - 藤代紫水高校（平日一便のみ、休校日運休）

  - ことバス - 北部ルート [4]、東北部ルート [5]、東南部ルート [6]
- 南口
  - 関東鉄道竜ヶ崎営業所 - 藤代桜が丘・桜が丘小学校
  - ことバス - 東南部ルート [6]

## デッドセクション

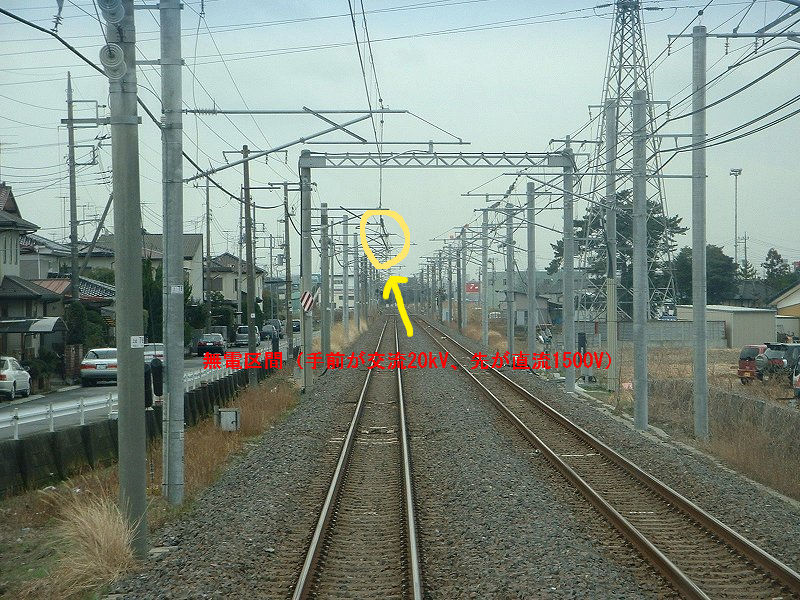
藤代のデッドセクション

当駅から取手方数百メートルのところにデッドセクションがあり、取手方が直流、当駅方が交流となっている。
特急「ひたち」「ときわ」用のE657系電車や特別快速・普通列車用のE531系電車など、この区間を跨いで交流・直流区間を行き来する列車は全て交直両用の電車・電気機関車となっている。
品川 - 上野 - 取手間で運行されている快速電車用のE231系電車、綾瀬 - 取手間の各駅停車用E233系2000番台電車などの直流電車・直流電気機関車は当駅（取手以北）へ運行することができない。
逆に交流専用の電車・電気機関車は当駅以南へ運行することができない。過去にED75形電気機関車がジョイフルトレインの「オリエントサルーン」を牽引して当駅まで入線し、折り返した実績がある。
また、この区間を走る交直両用電車は一部電気系統が停止する。かつては区間にて車内照明が消える列車が存在した。詳細は「デッドセクション」を参照。

## 隣の駅
東日本旅客鉄道（JR東日本）
■常磐線
取手駅 (JJ 10) - 藤代駅 - 龍ケ崎市駅